# فريدريك دبليو. لينكولن جونيور
فريدريك دبليو. لينكولن جونيور (بالإنجليزية: Frederic W. Lincoln, Jr.)‏ هو ضابط أمريكي، ولد في 15 أكتوبر 1898 في نيويورك في الولايات المتحدة، وتوفي في 7 أبريل 1968 في غرينيتش في الولايات المتحدة.